# Paradise Cay
Paradise Cay är en stad (town) i Marin County, i delstaten Kalifornien, USA.